# Tempest film Produktion und Verleih
tempest film Produktion und Verleih GmbH ist eine deutsche Filmproduktionsgesellschaft mit Hauptsitz in Köln und einer Niederlassung in Berlin.
Sie wurde 2014 von Helge Sasse gegründet, der zuvor als Vorstand bei der Senator Entertainment mehrere Jahre an erfolgreichen Kinoproduktionen mitgewirkt hatte. Unterstützt wurde er hierbei von Solveig Fina, die ihre ersten Erfahrungen in der Filmbranche ebenso bei Senator Entertainment sammelte.
Das Portfolio des Unternehmens umfasst unterschiedliche Formate und Genres, vom Dokumentarfilm über Arthouse Filme, Literaturverfilmungen bis hin zu Kinder- und Jugendfilmen. Charakteristisch für tempest film ist eine offene, unterhaltsame und künstlerisch relevante Herangehensweise an filmisches Erzählen. Die Firma ist benannt nach Shakespeares Schauspiel The Tempest.

## Geschichte
Der Dokumentarfilm Scorpions – Forever and a Day aus dem Jahr 2015 spiegelt Sasses Verwurzelung in der Musikbranche. 2016 verlieh die Deutsche Film- und Medienbewertung FBW in Wiesbaden dem Arthouse Film Lou Andreas-Salomé das Prädikat besonders wertvoll. Im Jahr darauf erschien das packende Dokudrama mit Reinhold Messner Der Heilige Berg – Rettung am Ama Dablam.
Der kommerzielle Durchbruch gelang 2018 mit zwei Releases: der Komödie Meine teuflisch gute Freundin, gefolgt von Tabaluga, der Peter Maffays Erfolgsgeschichte zum internationalen Animationsfilm macht und unter anderem in den Kinos der USA und Chinas anlief. Im Jahr 2020 wurde Hermann Hesses Narziss und Goldmund unter der Regie des Oscar-Gewinners Stefan Ruzowitzky verfilmt und trotz Corona-bedingter Kinoschließungen in den Kategorien ‚beste Maske‘ und ‚bestes Szenenbild‘ für den Deutschen Filmpreis nominiert. Die Produktion Die Herrlichkeit des Lebens verzeichnete 2024 rund 250.000 Kinobesucher und wurde beim Deutschen und beim Österreichischen Filmpreis in mehreren Kategorien nominiert und beim Bayerischen Filmpreis für die Bildgestaltung ausgezeichnet.

## Produktionen
- Scorpions – Forever and a Day (2015)[11]
- Lou Andreas-Salomé (2016) – gezeigt beim Internationalen Filmfest Emden-Norderney sowie beim Shanghai International Film Festival[3][12]
- Der Heilige Berg – Rettung am Ama Dablam (2017)
- Meine teuflisch gute Freundin (2018)[13] – präsentiert u. a. beim Internationalen Filmfest Emden-Norderney[14], beim Filmkunstfest Mecklenburg-Vorpommern, beim Kinder- und Jugendfilmfestival Schlingel[15] sowie beim Goldenen Spatz
- Tabaluga (2018)[16]
- Narziss und Goldmund (2020)[17] – veröffentlicht während der COVID-19 Pandemie; nominiert für den Deutschen Filmpreis (Maske und Szenenbild)[7]
- Die Herrlichkeit des Lebens (2024)[18] – gezeigt beim Festival des Deutschen Films[19]; mehrere Nominierungen, ausgezeichnet beim Bayerischen Filmpreis in der Kategorie Bildgestaltung[20]

## Verleih (Auswahl)
- Scorpions – Forever and a Day (2015)[21]